# Liste bekannter Mykenologen
Die Liste bekannter Mykenologen erfasst die habilitierten oder anderweitig ausgewiesenen Vertreter der Mykenologie, einer akademisch nicht institutionell, sondern allein aus ihrem Gegenstand, der mykenischen Kultur und dem mykenischen Griechisch mit seiner Linear-B-Schrift, heraus definierten Disziplin. Da sie an der Schnittstelle zwischen der Klassischen Archäologie, der Ur- und Frühgeschichte, der Alten Geschichte, der Gräzistik und der Indogermanistik steht, lassen sich ihre Vertreter häufig einer dieser Disziplinen institutionell zuordnen.
| Wissenschaftler                                                          | Nationalität              | Wirkungsort | Qualifikationen                                                  | Forschungsschwerpunkte | Bild |
| ------------------------------------------------------------------------ | ------------------------- | --- | ---------------------------------------------------------------- | --- | ---- |
| Francisco Rodríguez Adrados (1922–2020)                                  | Spanier                   | Universität Complutense Madrid Universität Barcelona                                                                    | Klassische Philologie                                            | Lexikographie des mykenischen Griechisch: Diccionario Micénico |      |
| Vassilis L. Aravantinos (* 1950) Βασίλης Λ. Αραβαντινός                  | Grieche                   | Ephorie Theben | Klassische Archäologie                                           | Ausgrabung der Kadmeia, Fund von etwa 250 Linear-B-Täfelchen |      |
| Francisco Aura Jorro (* 20. Jh.)                                         | Spanier                   | Universität Alicante | Klassische Philologie                                            | Lexikographie des mykenischen Griechisch: Diccionario Micénico |      |
| Antonín Bartoněk (1926–2016)                                             | Tscheche                  | Palacký-Universität, Olmütz Masaryk-Universität, Brünn                                                                  | Klassische Philologie                                            | Mykenisches Griechisch: Handbuch des mykenischen Griechisch Linear B |      |
| Lydia Baumbach (1924–1991)                                               | Südafrikanerin            | Universität Kapstadt Universität Pretoria Rhodes-Universität, Grahamstown Universität Stellenbosch                      | Klassische Philologie                                            | Mykenisches Griechisch Linear-B-Texte |      |
| John Bennet (* 1957)                                                     | Brite                     | University of Sheffield University of Oxford University of Wisconsin                                                    | Klassische Archäologie                                           | Mykenische Kultur Geschichte Kretas Linear B |      |
| Emmett Leslie Bennett (1918–2011)                                        | US-Amerikaner             | University of Wisconsin                                                                                                 | Klassische Archäologie                                           | Mykenische Kultur Wingspread Convention Linear-B-Texte aus Pylos, Mykene, Knossos |      |
| Carl Blegen (1887–1971)                                                  | US-Amerikaner             | University of Cincinnati                                                                                                | Klassische Archäologie                                           | Ausgrabungen in Pylos, Nemea, Prosymna und Troja Fund der ersten Tontafeln mit der Linearschrift B außerhalb Kretas in Pylos Entdeckung eines Archivs im Palast des Nestor in Pylos mit ca. 600 Tontafeln (1952) |      |
| John Boardman (1927–2024)                                                | Brite                     | University of Oxford Merton College, Oxford Ashmolean Museum, Oxford British School at Athens                           | Klassische Archäologie                                           | Linear-B-Texte und deren Datierung Mykenische Archäologie |      |
| Robert Browning (1914–1997)                                              | Brite                     | Birkbeck College, London                                                                                                | Klassische Philologie Alte Geschichte Byzantinistik Neogräzistik | Linear-B-Texte |      |
| Hans-Günter Buchholz (1919–2011)                                         | Deutscher                 | Justus-Liebig-Universität Gießen Universität des Saarlandes                                                             | Klassische Archäologie                                           | Beziehungen zwischen Ugarit, Zypern und Ägäis–Raum |      |
| John Chadwick (1920–1998)                                                | Brite                     | Corpus Christi College, Cambridge                                                                                       | Klassische Philologie                                            | Entschlüsselung der Linear-B-Schrift |      |
| Sigrid Deger-Jalkotzy (* 1940)                                           | Österreicherin            | Universität Salzburg | Klassische Archäologie Alte Geschichte                           | Mykenische Geschichte Mykenische Archäologie |      |
| Maurizio Del Freo (* 20. Jh.)                                            | Italiener                 | Istituto di Studi sul Mediterraneo Antico, Rom                                                                          | Klassische Philologie                                            | Linear-B-Texte |      |
| Wilhelm Dörpfeld (1853–1940)                                             | Deutscher                 | Universität Jena Deutsches Archäologisches Institut Athen                                                               | Archäologische Bauforschung Architektur                          | Ausgrabungen unter anderem in Tiryns, Troia und auf Leukas; Entwicklung wissenschaftlicher Ausgrabungsmethoden, unter anderem der Stratigraphie                                                                  |      |
| Yves Duhoux (* 1942)                                                     | Belgier                   | Université catholique de Louvain                                                                                        | Klassische Philologie                                            | Linear-B-Texte |      |
| Birgitta Eder (* 1962)                                                   | Österreicherin            | Albert-Ludwigs-Universität Freiburg Mykenische Kommission, Österreichische Akademie der Wissenschaften                  | Klassische Archäologie Alte Geschichte                           | Mykenische Topographie, Mykenische Archäologie, Mykenische Keramik |      |
| Arthur Evans (1851–1941)                                                 | Brite                     | | Neuere Geschichte (ohne Abschluss)                               | Ausgrabung des Palastes von Knossos Prägung der Bezeichnung Linear B |      |
| Elizabeth Bayard French (1931–2021)                                      | Britin                    | University of Manchester                                                                                                | Klassische Archäologie                                           | Mykenische Geschichte Mykenische Archäologie Mykenische Keramik, Terrakotta-Figurinen |      |
| José Luis García Ramón (* 1949)                                          | Spanier                   | Universität zu Köln Autonome Universität Madrid                                                                         | Indogermanistik                                                  | Mykenische Namenkunde Mykenisches Griechisch |      |
| Louis Godart (* 1945)                                                    | Belgier und Italiener     | Universität Neapel Federico II (Lehrstuhl Mykenische Philologie)                                                        | Klassische Philologie                                            | Linear B, Linear A und Ägäische Schriftsysteme Linear-B-Texte |      |
| Ernst Grumach (1902–1967)                                                | Deutscher                 | Humboldt-Universität zu Berlin                                                                                          | Klassische Philologie                                            | Begründer und Herausgeber von Kadmos. Zeitschrift für vor- und frühgriechische Epigraphik; Bibliographie der kretisch-mykenischen Epigraphik                                                                     |      |
| Fritz Gschnitzer (1929–2008)                                             | Österreicher              | Ruprecht-Karls-Universität Heidelberg                                                                                   | Alte Geschichte                                                  | Mykenische Philologie: Griechische Namenkunde (besonders Ethnika) |      |
| Ivo Hajnal (* 1961)                                                      | Österreicher              | Universität Innsbruck Universität Münster                                                                               | Sprachwissenschaft                                               | Grammatik des mykenischen Griechisch: Kasussystem Mykenisches und homerisches Lexikon |      |
| Alfred Heubeck (1914–1987)                                               | Deutscher                 | Universität Erlangen-Nürnberg                                                                                           | Klassische Philologie                                            | Einführung in die Mykenologie |      |
| Stefan Hiller (* 1941)                                                   | Österreicher              | Universität Salzburg | Klassische Archäologie                                           | Mykenische Geschichte Vorgeschichte der Ägäis und der Balkanhalbinsel Homerische Archäologie Linear-B-Texte |      |
| James Thomas Hooker (1931–1991)                                          | Brite                     | University College London                                                                                               | Klassische Philologie                                            | Mykenische Geschichte Linear B |      |
| André Hurst (* 1940)                                                     | Schweizer                 | Universität Genf | Klassische Philologie                                            | Linear-B-Texte |      |
| Spyros Iakovidis (1923–2013) Σπύρος Ιακωβίδης                            | Grieche                   | University of Pennsylvania Nationale und Kapodistrias-Universität Athen                                                 | Klassische Archäologie                                           | Ausgrabungen in Athen, Pylos, Perati, Gla und Mykene |      |
| Petar Hristov Ilievski (1920–2013) Петар христов Илиевски                | Mazedone                  | Universität Skopje | Klassische Philologie                                            | Mykenische Namenkunde Linear-B-Texte |      |
| Vassos Karageorghis (1929–2021) Βάσος Καραγιώργης                        | Grieche                   | Universität Zypern Université du Québec Antikenverwaltung, Zypern Cyprus Museum, Nicosia                                | Klassische Archäologie                                           | Mykenische Keramik aus Zypern |      |
| John Tyrell Killen (* 1937)                                              | Brite                     | University of Cambridge (Lehrstuhl für Mykenisches Griechisch)                                                          | Klassische Philologie                                            | Mykenisches Griechisch Linear-B-Texte |      |
| Alice Kober (1906–1950)                                                  | US-Amerikanerin           | University of Cambridge                                                                                                 | Klassische Philologie Klassische Archäologie                     | Entschlüsselung der Linear-B-Schrift |      |
| Michel Lejeune (1907–2000)                                               | Franzose                  | École pratique des hautes études Universität Paris IV Universität Bordeaux Universität Poitiers                         | Sprachwissenschaft Gräzistik                                     | Historische Phonetik des Altgriechischen und Mykenischen Griechisch |      |
| Alex Leukart (* 1939)                                                    | Schweizer                 | Universität Freiburg, Schweiz Universität Genf                                                                          | Indogermanistik                                                  | Nomina auf -tas und -as Linear-B-Texte |      |
| Joseph Maran (* 1957)                                                    | Deutscher                 | Ruprecht-Karls-Universität Heidelberg                                                                                   | Klassische Archäologie Ur- und Frühgeschichte                    | Tiryns, Mykenische Keramik |      |
| Olivier Masson (1922–1997)                                               | Franzose                  | École pratique des hautes études                                                                                        | Klassische Philologie                                            | Mykenische Anthroponyme |      |
| Michael Meier-Brügger (* 1948)                                           | Schweizer                 | Freie Universität Berlin                                                                                                | Indogermanistik                                                  | Lexikographie des mykenischen Griechisch im Rahmen des Lexikon des frühgriechischen Epos Mykenisches Griechisch                                                                                                  |      |
| Torsten Meißner (* 20. Jh.)                                              | Deutscher                 | Pembroke College, Cambridge                                                                                             | Indogermanistik Klassische Philologie                            | Linear B, Mykenisches Griechisch |      |
| José Luis Melena (* 1946)                                                | Spanier (Baske)           | Universität des Baskenlandes                                                                                            | Klassische Philologie                                            | Mykenisches Griechisch |      |
| Piero Meriggi (1899–1982)                                                | Italiener                 | Universität Pavia | Indogermanistik Sprachwissenschaft Klassische Philologie         | Lesung der Linearschrift B |      |
| Anna Morpurgo Davies (1937–2014)                                         | Italienerin               | Somerville College, Oxford                                                                                              | Indogermanistik                                                  | Lexikographie des mykenischen Griechisch: Mycenaeae Graecitatis Lexicon Grammatik des mykenischen Griechisch Linear-B-Texte Verhältnis von Linear A zu Linear B                                                  |      |
| Penelope A. Mountjoy (1946–2025)                                         | Britin                    | British School at Athens                                                                                                | Klassische Archäologie                                           | Mykenische Keramik |      |
| Hugo Mühlestein (1916–2008)                                              | Schweizer                 | Universität Neuenburg                                                                                                   | Klassische Philologie                                            | Mykenisches Griechisch, mykenische Namenkunde |      |
| George E. Mylonas (1898–1988) Γεώργιος Εμμανουήλ Μυλωνάς                 | Grieche und US-Amerikaner | Washington University in St. Louis                                                                                      | Klassische Archäologie                                           | Entdeckung des äußeren Gräberkreises in Mykene |      |
| Ione Mylonas Shear (1936–2005)                                           | US-Amerikanerin           | | Klassische Archäologie                                           | Mykenische Hausarchitektur, mykenisches Königtum |      |
| Günter Neumann (1920–2005)                                               | Deutscher                 | Julius-Maximilians-Universität Würzburg Justus-Liebig-Universität Gießen Rheinische Friedrich-Wilhelms-Universität Bonn | Indogermanistik                                                  | Mykenische Namenkunde Mykenisches Griechisch |      |
| Wolf-Dietrich Niemeier (* 1947)                                          | Deutscher                 | Universität Freiburg Ruprecht-Karls-Universität Heidelberg                                                              | Klassische Archäologie                                           | Ägäische Bronzezeit Ausgrabungen unter anderem in Milet |      |
| Martin Persson Nilsson (1874–1967)                                       | Schwede                   | Universität Lund | Klassische Philologie                                            | Minoisch-mykenische Religion |      |
| Jean-Pierre Olivier (1939–2020)                                          | Belgier                   | FNRS, Belgien | Klassische Philologie                                            | Linear-B-Texte Verhältnis von Linear A zu Linear B |      |
| Gareth Alun Owens (* 1964)                                               | Brite und Grieche         | Τεχνολογικό Εκπαιδευτικό Ίδρυμα Κρήτης, Iraklio                                                                         | Klassische Philologie Alte Geschichte                            | Verhältnis von Linear A zu Linear B |      |
| Leonard Robert Palmer (1906–1984)                                        | Brite                     | University of Oxford | Indogermanistik                                                  | Mykenisches Griechisch Linear-B-Texte Mykenische Geschichte Minoisch-mykenische Religion |      |
| Thomas G. Palaima (* 1951)                                               | US-Amerikaner             | University of Texas at Austin                                                                                           | Klassische Philologie                                            | Linear B Linear-B-Texte Mykenische Kultur |      |
| Oswald Panagl (* 1939)                                                   | Österreicher              | Universität Salzburg | Allgemeine und Vergleichende Sprachwissenschaft                  | Linear-B-Texte |      |
| Axel W. Persson (1888–1951)                                              | Schwede                   | Universität Uppsala | Klassische Archäologie                                           | Linear-B-Funde der Argolis |      |
| Mihail D. Petruševski (1911–1990) Михаил Д. Петрушевски                  | Mazedonier                | Universität Skopje | Klassische Philologie                                            | Linear-B-Texte |      |
| Robert Plath (* 1959)                                                    | Deutscher                 | Friedrich-Alexander-Universität Erlangen-Nürnberg                                                                       | Indogermanistik                                                  | Mykenisches Griechisch, mykenisches Verbalsystem |      |
| Giovanni Pugliese Carratelli (1911–2010)                                 | Italiener                 | Istituto Italiano per gli Studi Storici, Neapel Scuola Normale Superiore, Pisa Universität Florenz Universität Pisa     | Alte Geschichte                                                  | Linear-B-Texte, Mykenische Geschichte |      |
| Ernst Risch (1911–1988)                                                  | Schweizer                 | Universität Zürich | Indogermanistik                                                  | Grammatik und Vokabular des mykenischen Griechisch |      |
| Martín Ruipérez Sánchez (1923–2015)                                      | Spanier                   | Universität Complutense Madrid Universität Salamanca                                                                    | Klassische Philologie                                            | Mykenisches Griechisch |      |
| Cornelis Jord Ruijgh (1930–2004)                                         | Niederländer              | Universiteit van Amsterdam                                                                                              | Klassische Philologie                                            | Grammatik und Vokabular des mykenischen Griechisch |      |
| Ian Rutherford (* 1959)                                                  | Brite                     | University of Reading                                                                                                   | Gräzistik                                                        | Verbindungen zwischen den altanatolischen Kulturen sowie Ägypten und der mykenischen Kultur |      |
| Anna Sacconi (* 1938)                                                    | Italienerin               | Universität La Sapienza, Rom                                                                                            | Klassische Philologie                                            | Linear-B-Texte |      |
| Jannis Athanasiu Sakellarakis (1936–2010) Γιάννης Αθανασίου Σακελλαράκης | Grieche                   | Archäologisches Nationalmuseum, Athen Archäologisches Museum Iraklio, Kreta                                             | Klassische Archäologie                                           | Mykenisches Tieropferritual, mykenische Siegel, Linear-B-Inschriften von Knossos |      |
| Fritz Schachermeyr (1895–1987)                                           | Österreicher              | Universität Wien Universität Graz Ruprecht-Karls-Universität Heidelberg Universität Jena                                | Alte Geschichte                                                  | Mykenische Geschichte |      |
| Heinrich Schliemann (1822–1890)                                          | Deutscher                 | |                                                                  | Ausgrabungen unter anderem in Mykene, Orchomenos und Tiryns |      |
| Louise Schofield (* 20. Jh.)                                             | Britin                    | British Museum | Klassische Archäologie                                           | Mykenische Archäologie |      |
| Cynthia W. Shelmerdine (* 20. Jh.)                                       | US-Amerikanerin           | University of Texas at Austin                                                                                           | Klassische Philologie                                            | Mykenisches Griechisch, mykenische Kultur und Geschichte, mykenische Keramik, Iklaina, Nichoria, Pylos |      |
| Christiane Sourvinou-Inwood (1945–2007) Χριστιάνα Σουρβίνου-Ίνγουντ      | Griechin und Britin       | University of Reading University College, Oxford University of Liverpool                                                | Klassische Philologie Klassische Archäologie                     | minoische und mykenische Jenseitsvorstellungen, Linear-B-Texte |      |
| Eftychia Stavrianopoulou (* 1962) Ευτυχία Σταυριανοπούλου                | Griechin                  | Ruprecht-Karls-Universität Heidelberg                                                                                   | Alte Geschichte                                                  | Struktur des Reiches von Pylos Linear-B-Texte |      |
| Frank Henry Stubbings (1915–2005)                                        | Brite                     | University of Cambridge                                                                                                 | Klassische Archäologie                                           | Bronzezeitliches Griechenland, mykenische Keramik, homerische Archäologie |      |
| Johannes Sundwall (1877–1966)                                            | Finne                     | Åbo Akademi | Klassische Philologie Alte Geschichte                            | Die kretische Linearschrift |      |
| Klaus Tausend (* 1957)                                                   | Österreicher              | Universität Graz | Alte Geschichte                                                  | Spätmykenisches Militärwesen in Pylos |      |
| Rupert Thompson (* 20. Jh.)                                              | Brite                     | Selwyn College, Cambridge                                                                                               | Klassische Philologie                                            | Mykenisches Griechisch |      |
| Ioannis Threpsiadis (1907–1962) Ιωάννης Θρεψιάδης                        | Grieche                   | Ephorie Theben | Klassische Archäologie                                           | Erforschung der mykenischen Festung von Gla |      |
| Catherine Trümpy (* 1956)                                                | Schweizerin               | Universität Genf Universität Neuenburg Ruprecht-Karls-Universität Heidelberg                                            | Klassische Philologie                                            | Vergleich des Mykenischen mit der Sprache der Chorlyrik Linear-B-Texte |      |
| Christos Tsountas (1857–1934) Χρήστος Τσούντας                           | Grieche                   | Nationale und Kapodistrias-Universität Athen Ephorie für Prähistorische und Klassische Altertümer                       | Klassische Archäologie                                           | Ausgrabungen in Mykene, Tholosgrab von Vaphio |      |
| Michael Ventris (1922–1956)                                              | Brite                     | Hampstead, London | Autodidakt                                                       | Entschlüsselung der Linear-B-Schrift |      |
| Emily Vermeule (1928–2001)                                               | US-Amerikanerin           | Harvard University | Klassische Philologie Alte Geschichte                            | Mykenische Geschichte Mykenische Vasenmalerei |      |
| Alan Wace (1879–1957)                                                    | Brite                     | University of Cambridge University of St Andrews                                                                        | Klassische Archäologie                                           | Bronzezeitliches Griechenland, Ausgrabungen in Sparta, Mykene, Troja, Thessalien und Korinth, Homer |      |
| Thomas Bertram Lonsdale Webster (1905–1974)                              | Brite                     | Stanford University University College London University of Manchester                                                  | Klassische Philologie Klassische Archäologie                     | Von Mykene bis Homer. Anfänge griechischer Literatur und Kunst im Lichte von Linear B |      |
| Gert Jan van Wijngaarden (* 1964)                                        | Niederländer              | Universiteit van Amsterdam Nederlands Instituut in Athene                                                               | Klassische Archäologie                                           | Mykenische Archäologie, mykenische Keramik und ihr Export in die Levante, nach Zypern und Italien |      |
| Frederik Christiaan Woudhuizen (1959–2021)                               | Niederländer              | Erasmus-Universität Rotterdam Universiteit van Amsterdam                                                                | Klassische Philologie Alte Geschichte                            | Mykenische Philologie paläographisch-komparatistisches Verfahren |      |